# Deserto de Tatacoa

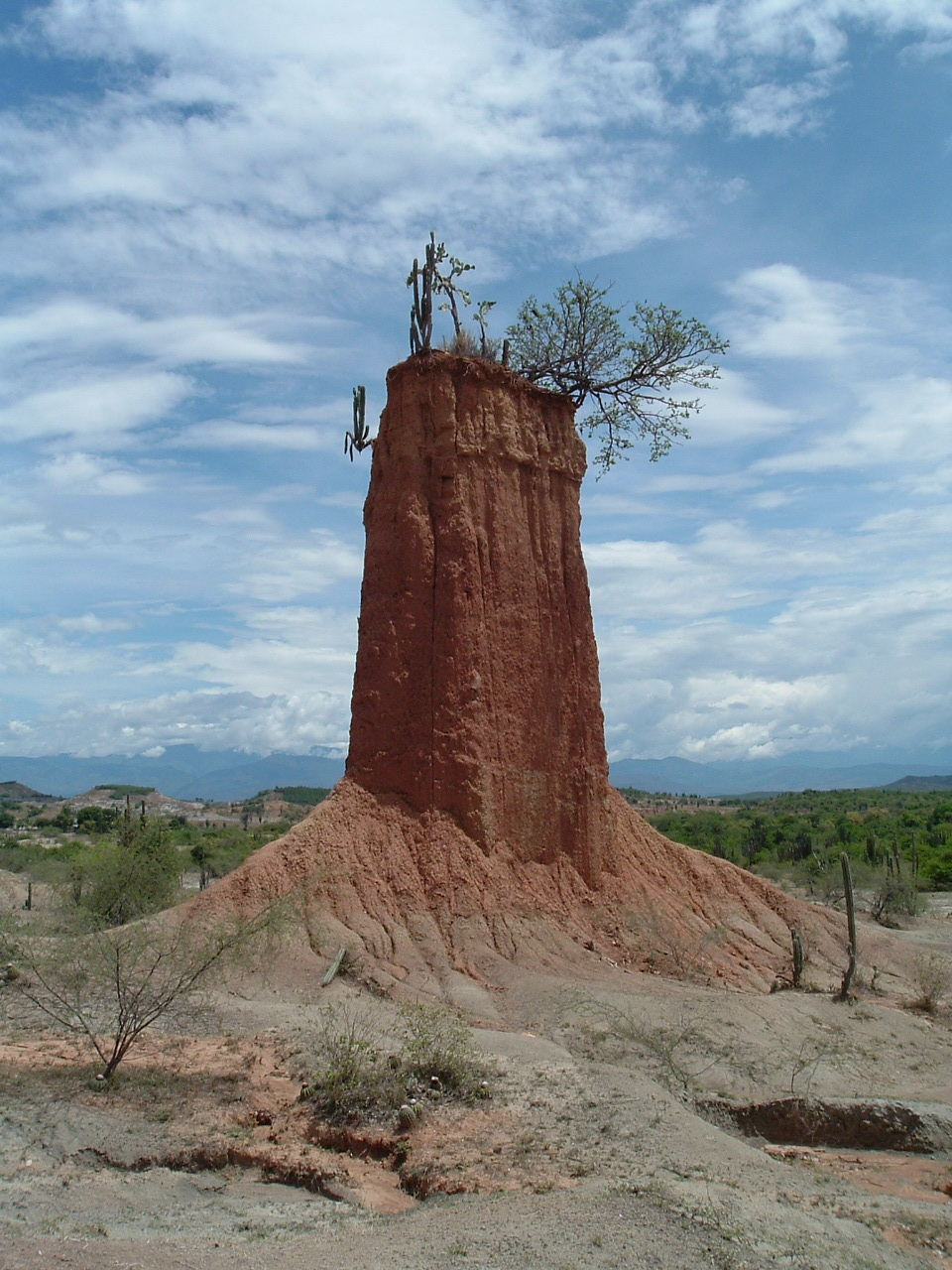
Imagem do deserto. Em foco, um monte com a vegetação típica.

O Tatacoa é um deserto localizado no território colombiano, conhecido como a segunda maior zona árida do país depois da península da Guajira e ocupa 330 quilômetros quadrados de terra de cor avermelhada e cinza com os verdes dos cactos. De temperaturas que chegam aos 40°C e umidade mínima, este deserto tem muita erosão e pouca vida animal e vegetal, apresentando pequenos roedores, serpentes, aranhas, lagartos e cactos que chegam aos cinco metros de altura. É um ponto turístico nacional e astrológico, devido a sua privilegiada posição.